# Magnus I. (Sachsen-Lauenburg)

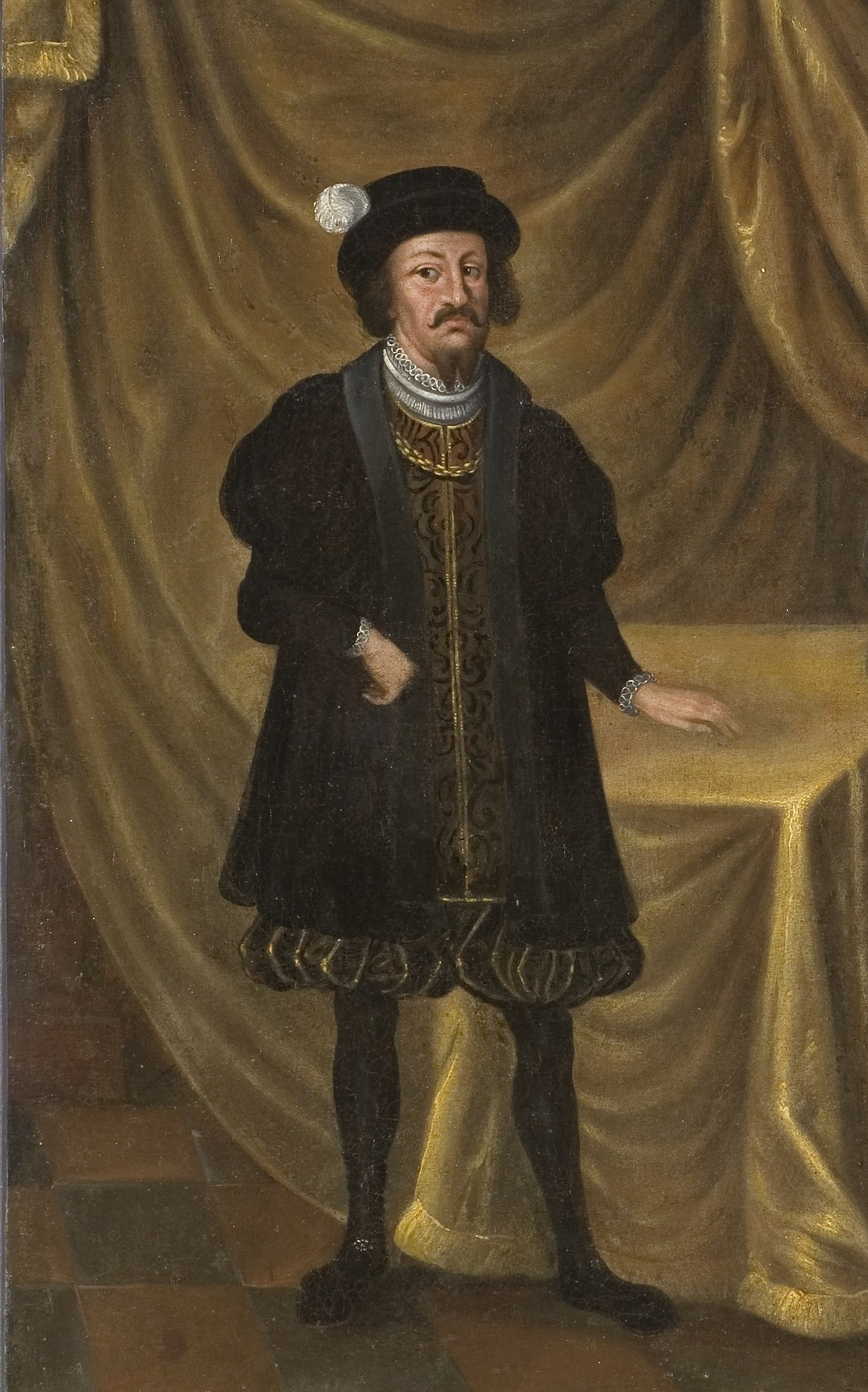
Herzog Magnus I. von Sachsen-Lauenburg

Magnus I. und Katharina

Magnus I. von Sachsen-Lauenburg (* 1. Januar 1470; † 1. August 1543) aus dem Geschlechte der Askanier war von 1507 bis 1543 Herzog von Sachsen-Lauenburg.

## Leben
Magnus war ein Sohn des Herzogs Johann IV. aus dessen Ehe mit Dorothea, einer Tochter des Kurfürsten Friedrich II. von Brandenburg. Von den 13 Kindern, welche aus dieser Verbindung hervorgingen, hat Magnus allein den Lauenburgischen Stamm fortgesetzt. Schon während der letzten Lebensjahre seines Vaters führte er wegen dessen vorgerückten Alters die Regierung des Landes.
Die erste Zeit seiner Regierung ist durch mancherlei Streitigkeiten mit dem Erzstift Bremen und dem Stift Ratzeburg erfüllt. Das erstere suchte damals, gestützt auf den jetzt als gefälscht erkannten Stiftungsbrief Karls des Großen für Bremen vom Jahr 788, seine in Vergessenheit gekommene Oberherrschaft über die friesischen Landschaften zu beiden Seiten der Jade, auch über die Lande Hadeln und Wursten, mit welchen die Herzöge von Lauenburg belehnt waren, wiederherzustellen. Magnus unternahm daher im Jahr 1498 in Begleitung seines Vaters und an der Spitze der sogenannten Großen oder Schwarzen Garde einen Heereszug in das Bremische und im folgenden Jahre in das Land Wursten. Obschon er hier nicht glücklich war, behauptete er sich doch im Besitze von Hadeln, während der Streit um Wursten unter Vermittlung der Herzöge Erich und Heinrich von Braunschweig dem Kaiser zur Entscheidung überwiesen wurde.
Länger dauerte der Zwist mit dem Bischof Heinrich von Ratzeburg, der früher in des Herzogs Diensten gestanden hatte. Diese Streitigkeiten gingen von dem seitens des letzteren in Anspruch genommenen Rechte des Einlagers in den stiftischen Ortschaften aus und steigerten sich zu solcher Erbitterung, dass Magnus in den Bann der Kirche verfiel und sein Land mit dem Interdikt belegt wurde. Erst im Jahr 1519 machte ein von dem Bischof Johann von Lübeck und den Herzögen von Mecklenburg vermittelter Vergleich diesen Wirren ein Ende.
In Bezug auf die seit langer Zeit zwischen den beiden Linien des sächsischen Herzogshauses streitige Kurstimme war Magnus der erste der Lauenburger Herzöge, der eine nachgiebige Haltung annahm. Er führte weder den kurfürstlichen Titel noch die Kurschwerter in seinem Wappen. Am 12. November 1530 erhielt er von Kaiser Karl V. auf dem Reichstag zu Augsburg die Belehnung mit seinem Herzogtum und mit den Regalien. In dem Lehnbriefe wird ausdrücklich hervorgehoben, dass der Herzog zwar auch um die Belehnung mit der Kur von Sachsen gebeten habe, dass diese aber „aus bewegenden Ursachen“ jetzt nicht erfolgen könne. Die hinzugefügte Bemerkung, dass dies ihm übrigens an seinen Rechten unschädlich sein solle, hatte selbstverständlich nichts zu bedeuten.
Herzog Magnus, der aus seiner Ehe mit Katharina, einer Tochter des Herzogs Heinrich des Älteren von Braunschweig, einen Sohn Franz und fünf Töchter hatte, starb am 1. August 1543. In Ratzeburg liegt er begraben.

## Nachkommen
Aus seiner Ehe hatte Magnus folgende Kinder:
- Franz I. (1510–1581), Herzog von Sachsen-Lauenburg

⚭ 1540 Sibylle von Sachsen (1515–1592)
- Dorothea (1511–1571)

⚭ 1525 König Christian III. von Dänemark (1503–1559)
- Katharina (1513–1535)

⚭ 1531 König Gustav I. Wasa von Schweden (1496–1560)
- Klara (1518 oder 1521–1576)

⚭ 1547 Herzog Franz von Braunschweig-Gifhorn (1508–1549)
- Sophie (1521–1571)

⚭ 1537 Graf Anton I. von Delmenhorst und Oldenburg (1505–1573)
- Ursula (1523–1577)

⚭ 1551 Herzog Heinrich V. von Mecklenburg (1479–1552)